# Brunhilde Pomsel
Brunhilde Pomsel (født 11. januar 1911 i Berlin, død 27. januar 2017) var sekretær for propagandaminister Joseph Goebbels fra 1942 til 2. verdenskrigs afslutning og dermed en af de sidste øjenvidner til Nazi-Tysklands magtapparats indre.
Pomsel blev født i Berlin i 1911 og arbejdede som stenografist for en jødisk sagfører samt som maskinskriverske for en højrenationalist samtidigt. I 1933 fik hun job som sekretrice i propagandaorganet i Nazi-Tyskland. Efter en anbefaling fra en ven blev hun overflyttet til Ministeriet for Offentlig Oplysning og Propaganda i 1941, hvor hendes arbejde under Goebbels som stenograf begyndte og sluttede først efter Berlins fald i 1945. Ifølge Kate Connolly i den londonske udgave af The Guardian havde Pomsel som en af sine arbejdsopgaver at passere statistikker om faldne soldater nedad, såvel som at overdrive antallet af voldtægter af tyske kvinder af den Røde Hær. Efter Berlins fald blev Pomsel dømt af sovjetterne til fem års fængsel.
Efter sin løsladelse i 1950 arbejdede hun i den tyske radiofoni indtil sin pensionering i 1971. På sin 100-års fødselsdag i 2011 talte hun offentligt ud imod Goebbels. En dokumentarfilm A German Life, som blev vist på Münchens filmfestival i 2016 bygger på et 30-timers interview med Pomsel.
Pomsel boede på et plejehjem i München til sin død.
Hun påstod, at hun intet vidste om nazisternes forbrydelser.
Den 18. april 2016 havde Ein deutsches Leben , en dokumentarfilm om Pomsel, verdenspremiere på Visions du Réel i Nyon og blev kort efter vist på München Film Festival, Jerusalem Film Festival og Diagonale i Graz. Filmens instruktør er østrigeren Christian Krönes sammen med Olaf S. Müller, Roland Schrotthofer og Florian Weigensamer.

## Film
- DRTV - Mit liv som Goebbels' sekretær